# Сацулейскіріо
Сацулейскіріо (груз. საწულეისკირიო) — село в Грузії.
За даними перепису населення 2014 року в селі проживає 135 осіб.